# Skallogrynnan och Mellangrynnan
Skallogrynnan och Mellangrynnan är en ö i Finland. Den ligger i Bottenviken och i kommunen Karleby i den ekonomiska regionen  Karleby i landskapet Mellersta Österbotten, i den nordvästra delen av landet. Ön ligger omkring 18 kilometer väster om Karleby och omkring 430 kilometer norr om Helsingfors.
Öns area är 3,6 hektar och dess största längd är 310 meter i öst-västlig riktning.

## Klimat
Inlandsklimat råder i trakten. Årsmedeltemperaturen i trakten är 1 °C. Den varmaste månaden är juli, då medeltemperaturen är 16 °C, och den kallaste är februari, med −13 °C.